# Lucien Jasseron
Lucien Jasseron (29 de desembre de 1913 - 15 de novembre de 1999) fou un futbolista francès.

## Selecció de França
Va formar part de l'equip francès a la Copa del Món de 1938.